# Пам'ятки історії Слов'янського району
У Слов'янському районі Донецької області на обліку перебуває 63 пам'ятки історії.
| № пп | Охорон. номер | Найменування пам'ятки                                                                                 | Місцезнаходження пам'ятки                                             | Рік встановлення                  | Автор | Рішення              |
| ---- | ------------- | --- | --------------------------------------------------------------------- | --------------------------------- | ----- | -------------------- |
| 1.   | 1320          | Братська могила радянських воїнів Південно-Західного фронту.                                          | Андріївська сел/р, смт Андріївка, біля сільради.                      | 1960 р. рек. 1983 р.              | -     | 17.12.1969 р. № 724  |
| 2.   | 1321          | Братська могила радянських воїнів Південно-Західного фронту і пам'ятник односельчанам.                | Андріївська сел/р, смт Андріївка, вул. Жовтнева, 155.                 | 1956 р.                           | -     | 17.12.1969 р. № 724  |
| 3.   | 3269          | Могила Самойленка С. Г, воїна-афганця, молодшого сержанта.                                            | Андріївська сел/р, смт Андріївка, вул. Самойленка, цвинтар.           | 1987 р.                           | -     | 14.07.1993 р. № 419  |
| 4.   | 1322          | Братська могила радянських воїнів Південного і Південно-Західного фронтів.                            | Билбасівська сел/р, смт Билбасівка, вул. Островського, 45.            | 1953 р.                           | -     | 17.12.1969 р. № 724  |
| 5.   | 3273          | Могила Яковенка В. М, воїна-афганця, рядового.                                                        | Билбасівська сел/р, смт Билбасівка, цвинтар.                          | 1987 р.                           | -     | 14.07.1993 р. № 419  |
| 6.   | 2096          | Братська могила учасників громадянської ти Великої Вітчизняної воєн.                                  | Билбасівська сел/р, смт Билбасівка, вул. Щорса, 24.                   | 1985 р.                           | -     | 14.07.1993 р. № 419  |
| 7.   | 3274          | Могила Кузнецова Ю. А, воїна-афганця, рядового.                                                       | Райгородська сел/р, смт Райгородок, вул. Ветеранів, 15, цвинтар.      | 1987 р.                           | -     | 14.07.1993 р. № 419  |
| 8.   | 1350          | Братська могила радянських воїнів Південно-Західного фронту.                                          | Райгородська сел/р, смт Райгородок, вул. Калініна, 2.                 | 1959 р.                           | -     | 17.12.1969 р. № 724  |
| 9.   | 1316          | Братська могила борців за Радянську владу.                                                            | Райгородська сел/р, смт Райгородок, вул. Набережна, цвинтар.          | 1970 р.                           | -     | 17.12.1969 р. № 724  |
| 10.  | 1352          | Братська могила радянських воїнів Південного і Південно-Західного фронтів.                            | Райгородська сел/р, смт Райгородок, цвинтар.                          | 1960 р.                           | -     | 17.12.1969 р. № 724  |
| 11.  | 1351          | Братська могила радянських воїнів Південного і Південно-Західного фронтів.                            | Райгородська сел/р, смт Донецьке, центр села                          | 1954 р.                           | -     | 17.12.1969 р. № 724  |
| 12.  | 1353          | Братська могила радянських воїнів Південного і Південно-Західного фронтів.                            | Райгородська сел/р, с. Карпівка, північна околиця села.               | 1959 р.                           | -     | 17.12.1969 р. № 724  |
| 13.  | 1362          | Братська могила радянських воїнів.                                                                    | Черкаська сел/р, смт Черкаське, вул. Знам'янський                     | 1960 р.                           | -     | 10.11.1984 р. № 663р |
| 14.  | 1317          | Братська могила борців за Радянську владу.                                                            | Черкаська сел/р, смт Черкаське, вул. Кірова, на пагорбі.              | 1967 р.                           | -     | 17.12.1969 р. № 724  |
| 15.  | 3278          | Могила Демченка С. Г, воїна-афганця, рядового.                                                        | Черкаська сел/р, смт Черкаське, вул. Чапаєва, цвинтар.                | 1983 р.                           | -     | 14.07.1993 р. № 419  |
| 16.  | 3277          | Могила воїна-афганця молодшого сержанта Петренка Ю. В.                                                | Черкаська сел/р, смт Черкаське, вул. Чапаєва, цвинтар.                | 1987 р.                           | -     | 14.07.1993 р. № 419  |
| 17.  | 1355          | Братська могила радянських воїнів Південного і Південно-Західного фронтів.                            | Черкаська сел/р, смт Черкаське, вул. Шевченка, 178.                   | 1958 р.                           | -     | 19.04.1983 р. № 280р |
| 18.  | 1360          | Братська могила радянських воїнів Південного фронту.                                                  | Черкаська сел/р, с. Новомиколаївка, центр села.                       | 1964 р.                           | -     | 17.12.1969 р. № 724  |
| 19.  | 1318          | Братська могила радянських воїнів Південно-Західного фронту.                                          | Андріївська с/р, с. Варварівка, цвинтар.                              | 1948 р.                           | -     | 17.12.1969 р. № 724  |
| 20.  | 1330          | Братська могила радянських воїнів Південного та Південно-Західного фронтів і пам'ятник односельчанам. | Дмитрівська с/р, с. Дмитрівка, біля сільради.                         | 1965 р.                           | -     | 17.12.1969 р. № 724  |
| 21.  | 1326          | Братська могила радянських воїнів Південно-Західного фронту.                                          | Долинська с/р, с. Долина, вул. Леніна, цвинтар.                       | 1957 р. рек. 1967 р.              | -     | 17.12.1969 р. № 724  |
| 22.  | 1327          | Братська могила радянських воїнів Південно-Західного фронту.                                          | Долинська с/р, с. Богородичне, вул. Леніна, центр села.               | 1960 р. рек. 1980 р.              | -     | 17.12.1969 р. № 724  |
| 23.  | 1328          | Братська могила радянських воїнів Південно-Західного фронту.                                          | Долинська с/р, с. Богородичне, вул. Леніна, центр села.               | 1960 р.                           | -     | 17.12.1969 р. № 724  |
| 24.  | 1325          | Братська могила радянських воїнів Південного фронту.                                                  | Долинська с/р, с. Богородичне, вул. Леніна, 230-а.                    | 1957 р.                           | -     | 17.12.1969 р. № 724  |
| 25.  | 3276          | Могила Яценка А. М, воїна-афганця, сержанта.                                                          | Долинська с/р, с. Богородичне, вул. Сточна, цвинтар, центральна алея. | 1982 р.                           | -     | 14.07.1993 р. № 419  |
| 26.  | 1329          | Братська могила радянських воїнів Південного і Південно-Західного фронтів.                            | Долинська с/р, с. Краснопілля, центр села.                            | 1956 р. рек. 1985 р.              | -     | 17.12.1969 р. № 724  |
| 27.  | 1338          | Братська могила радянських воїнів Південного і Південно-Західного фронтів.                            | Малинівська с/р, с. Малинівка, цвинтар.                               | 1963 р.                           | -     | 17.12.1969 р. № 724  |
| 28.  | 1339          | Братська могила радянських воїнів Південно-Західного фронту.                                          | Малинівська с/р, с. Васютинське, центр села.                          | 1965 р.                           | -     | 17.12.1969 р. № 724  |
| 29.  | 1337          | Братська могила радянських воїнів.                                                                    | Малинівська с/р, с. Никанорівка, центр села.                          | 1958 р.                           | -     | 17.12.1969 р. № 724  |
| 30.  | 1336          | Братська могила радянських воїнів Південного і Південно-Західного фронтів.                            | Малинівська с/р, с. Оріхуватка, центр села.                           | 1961 р.                           | -     | 17.12.1969 р. № 724  |
| 31.  | 1332          | Братська могила радянських воїнів Південного і Південно-Західного фронтів.                            | Маяківська с/р, с. Маяки, біля сільради.                              | 1961 р.                           | -     | 17.12.1969 р. № 724  |
| 32.  | 1334          | Братська могила радянських воїнів.                                                                    | Маяківська с/р, 2 км західніше с. Маяки.                              | 1958 р.                           | -     | 17.12.1969 р. № 724  |
| 33.  | 1314          | Братська могила борців за Радянську владу.                                                            | Маяківська с/р, с. Маяки, цвинтар.                                    | 1943 р.                           | -     | 17.12.1969 р. № 724  |
| 34.  | 1333          | Братська могила радянських воїнів Південно-Західного фронту.                                          | Маяківська с/р, с. Пришиб, центр села.                                | 1961 р.                           | -     | 17.12.1969 р. № 724  |
| 35.  | 1335          | Братська могила радянських воїнів Південного і Південно-Західного фронтів.                            | Маяківська с/р, с. Сидорове, центр села.                              | 1961 р.                           | -     | 17.12.1969 р. № 724  |
| 36.  | 1331          | Братська могила радянських воїнів Південно-Західного фронту.                                          | Маяківська с/р, с. Тетянівка, центр села.                             | 1963 р.                           | -     | 17.12.1969 р. № 724  |
| 37.  | 1323          | Братська могила радянських воїнів Південного фронту.                                                  | Мирненська с/р, с-ще Мирне, вул. Мирна, сквер.                        | 1957 р. рек. 1983 р. рек. 1987 р. | -     | 17.12.1969 р. № 724  |
| 38.  | 1964          | Братська могила радянських воїнів Південного і Південно-Західного фронтів.                            | Олександрівська с/р, с. Олександрівка, вул. Колгоспна.                | 1959 р.                           | -     | 19.04.1983 р. № 280р |
| 39.  | 1361          | Братська могила радянських воїнів Південного фронту.                                                  | Олександрівська с/р, с. Олександрівка, вул. Механічна.                | 1960 р.                           | -     | 17.12.1969 р. № 724  |
| 40.  | 1356          | Братська могила радянських воїнів Південного і Південно-Західного фронтів.                            | Олександрівська с/р, с. Олександрівка, вул. Фрунзе.                   | 1965 р.                           | -     | 17.12.1969 р. № 724  |
| 41.  | 1324          | Братська могила радянських воїнів Південного фронту.                                                  | Олександрівська с/р, с. Красноармійське, вул. Жовтнева, 142.          | 1957 р.                           | -     | 17.12.1969 р. № 724  |
| 42.  | 1359          | Братська могила радянських воїнів Південного і Південно-Західного фронтів.                            | Олександрівська с/р, с. Октябрське, вул. 40-річчя Жовтня.             | 1959 р.                           | -     | 17.12.1969 р. № 724  |
| 43.  | 1358          | Братська могила радянських воїнів Південного фронту.                                                  | Олександрівська с/р, с. Троїцьке, вул. Чкалова.                       | 1960 р.                           | -     | 17.12.1969 р. № 724  |
| 44.  | 1357          | Садиба поміщика А. Бантиша.                                                                           | Прелеснянська с/р, с. Прелесне.                                       | 1770 — 1837 рр.                   | -     | 26.12.1995 р. № 138  |
| 45.  | 1344          | Братська могила радянських воїнів Південного і Південно-Західного фронтів.                            | Прелеснянська с/р, с. Прелесне, центр села.                           | 1952 р.                           | -     | 17.12.1969 р. № 724  |
| 46.  | 3103          | Будинок, у якому зупинявся Данилевський Григорій Петрович, російський письменник.                     | Прелеснянська с/р, с. Прелесне, територія садиби Бантиша А. Ф.        | 60-ті рр. XIX ст.                 | -     | 8.04.1992 р. № 92    |
| 47.  | 1343          | Братська могила радянських воїнів Південного і Південно-Західного фронтів.                            | Прелеснянська с/р, с. Майдан, пров. Колгоспний,                       | 1961 р.                           | -     | 17.12.1969 р. № 724  |
| 48.  | 1341          | Братська могила радянських воїнів Південного та Південно-Західного фронтів і пам'ятник односельчанам. | Привільська с/р, с. Привілля, центр села.                             | 1948 р.                           | -     | 17.12.1969 р. № 724  |
| 49.  | 1340          | Братська могила радянських воїнів Південного і Південно-Західного фронтів.                            | Привільська с/р, с. Привілля, цвинтар.                                | 1964 р.                           | -     | 17.12.1969 р. № 724  |
| 50.  | 1342          | Братська могила радянських воїнів Південного і Південно-Західного фронтів.                            | Привільська с/р, с. Григорівка, цвинтар.                              | 1961 р.                           | -     | 17.12.1969 р. № 724  |
| 51.  | 1349          | Братська могила радянських воїнів Південного і Південно-Західного фронтів.                            | Рай-Олександрівська с/р, с. Рай-Олександрівка.                        | 1959 р.                           | -     | 17.12.1969 р. № 724  |
| 52.  | 1346          | Братська могила радянських воїнів Південного і Південно-Західного фронтів.                            | Рай-Олександрівська с/р, с. Пискунівка, східна частина села.          | 1959 р.                           | -     | 17.12.1969 р. № 724  |
| 53.  | 1347          | Братська могила радянських воїнів Південного фронту.                                                  | Рай-Олександрівська с/р, с. Пискунівка, північна околиця.             | 1957 р.                           | -     | 17.12.1969 р. № 724  |
| 54.  | 1348          | Братська могила радянських воїнів.                                                                    | Рай-Олександрівська с/р, с. Стародубівка,                             | 1962 р.                           | -     | 17.12.1969 р. № 724  |
| 55.  | 1354          | Братська могила радянських воїнів Південного і Південно-Західного фронтів.                            | Сергіївська с/р, с. Сергіївка, вул. Леніна, сквер                     | 1958 р.                           | -     | 17.12.1969 р. № 724  |
| 56.  | 1319          | Братська могила радянських воїнів Південно-Західного фронту.                                          | Сергіївська с/р, с. Роганське, вул. Шкільна.                          | 1948 р.                           | -     | 17.12.1969 р. № 724  |
| 57.  | 1364          | Братська могила радянських воїнів Південного та Південно-Західного фронтів і пам'ятник односельчанам. | Хрестищенська с/р, с. Хрестище, центр села.                           | 1961 р.                           | -     | 17.12.1969 р. № 724  |
| 58.  | 1365          | Братська могила радянських воїнів Південного і Південно-Західного фронтів.                            | Хрестищенська с/р, с. Хрестище, південна околиця.                     | 1962 р.                           | -     | 17.12.1969 р. № 724  |
| 59.  | 1962          | Братська могила радянських воїнів Південного фронту.                                                  | Хрестищенська с/р, с. Хрестище, цвинтар.                              | 1965 р. рек. 1985 р.              | -     | 19.04.1983 р. № 280р |
| 60.  | 1367          | Братська могила радянських воїнів Південного і Південно-Західного фронтів.                            | Хрестищенська с/р, с. Адамівка, східна околиця.                       | 1962 р.                           | -     | 17.12.1969 р. № 724  |
| 61.  | 1366          | Братська могила радянських воїнів Південного фронту.                                                  | Хрестищенська с/р, с. Микільське, центр села.                         | 1962 р.                           | -     | 17.12.1969 р. № 724  |
| 62.  | 1965          | Пам'ятник воїнам-односельцям.                                                                         | Черкаська сел/р, смт Черкаське, вул. Шевченка, 19.                    | 1970 р.                           |       | 19.04.1983 р. № 280р |
| 63.  | 1963          | Пам'ятник воїнам-землякам.                                                                            | Сергіївська с/р, с. Сергіївка, вул. Леніна.                           | 1970 р.                           | -     | 19.04.1983 р. № 280р |